# Stare Bielice (West-Pommeren)
Stare Bielice (Duits: Altbeelitz) is een plaats in het Poolse district  Koszaliński, woiwodschap West-Pommeren. De plaats maakt deel uit van de gemeente Biesiekierz en telt 1000 inwoners. Tot 1945 heette de plaats Altbeelitz en had een Duitse bevolking.

## Geboren in Stare Bielice / Altbeelitz
- Günther Maleuda (1931), Oost-Duits politicus